# Вобориль, Херман
Херман Ариэль Вобориль (исп. Germán Ariel Voboril; род. 5 мая 1987[…], Ланус, Буэнос-Айрес) — аргентинский футболист, защитник; тренер.

## Клубная карьера
Воборль начал карьеру в клубе «Сан-Лоренсо». 2 сентября 2006 года в матче против «Банфилда» он дебютировал в аргентинской Примере. В 2007 году Херман помог команде выиграть чемпионат Аргентины. В 2010 году из-за высокой конкуренции Вобориль перешёл в «Годой-Крус» на правах аренды. 14 ноября в матче против «Архентинос Хуниорс» он дебютировал за новый клуб. 1 сентября в поединке Южноамериканского кубка против «Лануса» Херман забил свой первый гол в карьере. После двух сезонов, проведённых в аренде, Вобориль вернулся в «Сан-Лоренсо». В 2014 году он во второй раз стал чемпионом Аргентины.
Летом того же года Вобориль перешёл в «Расинг» из Авельянеды. 26 сентября в матче против «Бока Хуниорс» он дебютировал за новую команду.
Летом 2016 года для получения игровой практики Херман на правах аренды перешёл в «Ньюэллс Олд Бойз». 28 августа в матче против «Кильмеса» он дебютировал за новую команду. Летом 2017 года Вобориль на правах свободного агента подписал контракт с чилийским «Универсидад Католика». 26 августа в матче против «Курико Унидо» он дебютировал в чилийской Примере.

## Международная карьера
В 2007 году в составе молодёжной сборной Аргентины Вобориль стал победителем молодёжного чемпионата мира в Канаде.

## Достижения
Командные
 «Сан-Лоренсо»
- Чемпионат Аргентины — Клаусура 2007
- Чемпионат Аргентины — Инисиаль 2013
- Обладатель Кубка Либертадорес — 2014

 «Расинг» (Авельянеда)
- Чемпионат Аргентины — 2014

Международные
 Аргентина (до 20)
- Чемпион мира среди молодёжи (1): 2007